# Sergio Córdova
Sergio Duvan Córdova Lezama (Calabozo, 9 de agosto de 1997) é um futebolista venezuelano que atua como centroavante. Atualmente joga pelo Alanyaspor.

## Estatísticas
Atualizado até 1 de maio de 2017

### Clubes
| Equipe            | Temporada         | Campeonato nacional | Campeonato nacional | Copa nacional | Copa nacional | Competições continentais | Competições continentais | Total | Total |
| Equipe            | Temporada         | Jogos               | Gols                | Jogos         | Gols          | Jogos                    | Gols                     | Jogos | Gols  |
| ----------------- | ----------------- | ------------------- | ------------------- | ------------- | ------------- | ------------------------ | ------------------------ | ----- | ----- |
| Caracas           | 2015              | 12                  | 3                   | –             | –             | –                        | –                        | 12    | 3     |
| Caracas           | 2016              | 20                  | 1                   | 1             | 1             | –                        | –                        | 21    | 2     |
| Caracas           | 2017              | 4                   | 0                   | –             | –             | 1                        | 0                        | 5     | 0     |
| Total na carreira | Total na carreira | 36                  | 4                   | 1             | 1             | 1                        | 0                        | 38    | 5     |